# 約翰·戴維·傑克遜
約翰·戴維·傑克遜（英語：John David Jackson，1925年1月19日—2016年5月20日）是一位加拿大裔美國物理學家、加州大學柏克萊分校的名譽教授、以及劳伦斯伯克利国家实验室的名譽教職資深科學家。他也是美国国家科学院的成員之一，並知名於大量核物理與粒子物理學的著作與暑期學校課程，以及其著名的经典电磁学課本。傑克遜於2016年5月20日逝世，享壽91歲。

## 延伸閱讀
- Jackson, J. D. . Annual Review of Nuclear and Particle Science. 1999, 49: 1. Bibcode:1999ARNPS..49....1J. doi:10.1146/annurev.nucl.49.1.1.

## 外部連結
- 約翰·戴維·傑克遜的個人網頁 （页面存档备份，存于）
- INSPIRE-HEP上約翰·戴維·傑克遜的科學研究發表